# Willem Matthias d'Ablaing
Willem Matthias d'Ablaing (Batavia, 29 augustus 1851 − Leiden, 28 mei 1889) was een Nederlands hoogleraar.

## Biografie
D'Ablaing werd in Batavia geboren, bezocht het gymnasium in Den Haag, en studeerde rechten te Leiden. Hij promoveerde aan zijn alma mater op De zoogenoemde schuldvernieuwing door wissels. Hij werd eerst aangesteld als repetitor, en vervolgens, per 1 december 1879, benoemd tot lector Romeins recht. Hij nam tijdens diens ziekte de colleges over van hoogleraar prof. dr. Joël Emanuel Goudsmit (1813-1882), en werd op 14 april 1882, na het overlijden van Goudsmit, tot diens opvolger benoemd. D'Ablaing inaugureerde op 31 mei 1882 met de rede Recht en rechtswetenschap. Tijdens zijn ambt deed hij vooral onderzoek naar het Romeins recht in de middeleeuwen; zijn vele handschriften en aantekeningen werden na zijn overlijden door zijn weduwe aan de Leidse universiteit geschonken.
D'Ablaing was getrouwd met Josephine Henriëtte Meijeraan, met wie hij in 1883 een zoon kreeg: journalist en musicus Willem Joseph Matthias d'Ablaing. Prof. mr. W.M. d'Ablaing overleed plotseling aan hartfalen op 37-jarige leeftijd. In een necrologie in het Leids dagblad werd hij gekenschetst als een geliefd hoogleraar van wie men nog veel verwacht had. Hij werd opgevolgd door prof. dr. Hendrik Lodewijk Drucker (1857-1917). Zijn weduwe hertrouwde met mr. Johannes Hermanus Bijdendijk (1850-1917), raadsheer bij het gerechtshof Amsterdam, met wie zij nog twee kinderen kreeg.